# Оливник сірий
Оли́вник сірий (Hemixos cinereus) — вид горобцеподібних птахів родини бюльбюлевих (Pycnonotidae). Мешкає в Південно-Східній Азії. Раніше вважався підвидом попелястого оливника.

## Підвиди
Виділяють два підвиди:
- H. c. cinereus (Blyth, 1845) — Малайський півострів і Суматра;
- H. c. connectens Sharpe, 1887 — Калімантан.

Деякі дослідники виділяють підвид H. c. connectens в окремий вид Hemixos connectens.

## Поширення і екологія
Сірі оливники мешкають в Індонезії, Малайзії і Таїланді. Вони живуть у вологих рівнинних і гірських тропічних лісах та чагарникових заростях, на полях і плантаціях, в парках і садах. Зустрічаються на висоті від 500 до 1000 м над рівнем моря на Суматрі та на висоті понад 800 м над рівнем моря на Калімантані.